# Straight-through processing
Straight-through processing (STP) este un proces continuu, totalmente automatizat, de procesare a datelor. Datele primare pot fi completate fie de sisteme automate, fie prin introducere manuală, însă transferarea și procesarea lor ulterioară se desfășoară în regim automat.
Într-un sens mai restrâns, tehnologia STP presupune că o companie de brokeraj acționează ca intermediar automat între clienți și piața externă. Comenzile clienților sunt redirecționate automat pentru a încheia tranzacții pe piața externă sau spre un important contractant.

## Tranzacții
Tehnologia STP a fost elaborată pentru a comercializa titluri de valori la începutul anilor 1990 în Londra pentru procesarea automatizată pe piețele de capital.
În trecut, efectuarea plăților mereu necesita lucru manual. Procesul deseori dura câteva ore. În plus implicarea omului ducea la sporirea considerabilă a riscului de a comite erori.
Prin intermediul tehnologiei STP operațiunile cu bani sau titluri de valori pot fi procesate și încheiate în aceiași zi.
Achitările totuși pot fi și non-STP din diverse motive.

## Avantaje
Odată cu implementarea completă, STP poate oferi managerilor de active beneficii, cum ar fi cicluri de procesare mai scurte, risc redus de decontare și costuri de tranzacție mai mici.
Unii analiști din industrie consideră că automatizarea la 100% este de neatins. În schimb, aceștia promovează ideea de a ridica nivelurile de STP intern în cadrul firmei, încurajând grupurile de firme să lucreze împreună pentru a îmbunătăți calitatea automatizării informațiilor de tranzacție între ele, fie bilateral, fie ca o comunitate de utilizatori (STP extern). Cu toate acestea, alți analiști consideră că STP va fi atins odată cu apariția compatibilității funcționale a proceselor de afaceri.